# Regenballade
Das Musikalbum Regenballade ist ein Werk des Rockmusikers Achim Reichel, das 1978 erschien. Es enthält in Folkrockmanier vertonte Lyrik, vor allem Klassiker wie Fontanes Herr von Ribbeck auf Ribbeck im Havelland oder Goethes Der Zauberlehrling. Als einziges Gedicht der Gegenwartsliteratur wählte Reichel das titelgebende Gedicht Regenballade von Ina Seidel aus, das ebenfalls in einer Rockversion zu hören ist. Die Erben der vier Jahre zuvor verstorbenen Seidel gaben die Genehmigung hierfür, nach Reichels Angaben überzeugt davon, dass das Interesse einer jungen Generation an ihrer Lyrik die Dichterin hoch erfreut hätte.
Regenballade bildet das dritte Album in einer Reihe, die sich mit Seefahrtsthemen beziehungsweise dem Themenkreis Wasser beschäftigte, neben Dat Shanty Alb’m und Klabautermann. Auf der anderen Seite markiert das Album den Beginn einer Beschäftigung Reichels mit Literaturvertonungen, die in eine enge Zusammenarbeit mit zeitgenössischen Lyrikern, zum Beispiel Jörg Fauser, mündete. In seinem Album Wilder Wassermann von 2002 griff Reichel das Konzept wieder auf.

„Als ich Regenballade aufnahm, fühlte ich mich damals von den Texten so überaus inspiriert. [...] Und wenn Texte so eine starke Atmosphäre transportieren, dann kommen die bei mir an wie Musik. Daher fiel es mir auch überhaupt nicht schwer, aus denen Lieder zu machen. Die Stücke entstanden im Grunde wie von selbst.“

Mit geringfügigen Ausnahmen hat Reichel als Multiinstrumentalist auf dieser Platte auch sämtliche Instrumente gespielt.

## Bedeutung
Seit seinem Erscheinen wird das Album als Unterrichtsmittel im bundesdeutschen muttersprachlichen Unterricht verwendet, was viele Unterrichtsempfehlungen und Praxisberichte in pädagogischen Fachzeitschriften belegen.

## Tracklist
1. Herr von Ribbeck auf Ribbeck im Havelland (Theodor Fontane)
2. Pidder Lüng (Detlev von Liliencron)
3. Een Boot is noch buten (Arno Holz)
4. Regenballade (Ina Seidel)
5. Der Zauberlehrling (Johann Wolfgang von Goethe)
6. Nis Randers (Otto Ernst)
7. Trutz, blanke Hans (Detlev von Liliencron)
8. Der Fischer (Johann Wolfgang von Goethe)
9. John Maynard (Theodor Fontane) – Bonustrack, nur auf der CD
10. Das Meerweib (Paul Heyse) – Bonustrack auf der „Digital Remastered“ CD, nachträglich im Jahr 2008 aufgenommen